# Fernald Point Prehistoric Site
Pour les articles homonymes, voir Fernald.
Le Fernald Point Prehistoric Site est un site archéologique américain dans le comté de Hancock, dans le Maine. Protégé au sein du parc national d'Acadia, il est inscrit au Registre national des lieux historiques depuis le 21 juillet 1978.